# Симоцума
Симоцума (яп. 下妻市 Симоцума-си) — город в Японии, находящийся в префектуре Ибараки. Площадь города составляет 80,88 км², население — 43 510 человек (1 августа 2014), плотность населения — 537,96 чел./км².

## Географическое положение
Город расположен на острове Хонсю в префектуре Ибараки региона Канто. С ним граничат города Цукуба, Тикусей, Дзёсо и посёлок Ятиё.

## Население
Население города составляет 43 510 человек (1 августа 2014), а плотность — 537,96 чел./км². Изменение численности населения с 1980 по 2005 годы:
| 1980 | 39 337 чел. |  |
| 1985 | 41 506 чел. |  |
| 1990 | 42 704 чел. |  |
| 1995 | 45 466 чел. |  |
| 2000 | 46 544 чел. |  |
| 2005 | 46 435 чел. |  |

## Символика
Деревом города считается сосна, цветком — хризантема.